# 超心理学
超心理學（又称为心灵学、靈魂學），主要研究一系列被称为的超自然现象，主要包括濒死体验、轮回、出體、前世回溯、传心术、预言、遥视和意念力等。
研究在實驗室或日常生活中進行，雖然超心理學和心灵研究（psychical research）兩詞大致等同，但某些過去認為是心靈研究的課題，如催眠，在超心理學一詞出現後已成為「正統」心理學的內容，因而超心理學只包括那些根據今日知識看來具有超常成分的課題。此外，超心理學主要用於指採取科學方法對超常現象的研究。20世纪30年代由于萊因的推廣，超心理學逐渐代替了心灵研究一词。萊因取得的正面成果曾對科學界產生很大影響，但後來他人發現難以重複他的結果，於是興趣也隨之減退。超自然現象是否真正存在仍有爭論，主流科学界普遍不承认超心理学为“科学”，因其实验方法常有盲点，并且许多实验存在欺骗公众的情况。

## 歷史
超心理学（parapsychology）一词由德国哲学家，美学理论家马克思·德索在1889年左右创立，源于para意味着在“在......旁边，沿着”和psychology（心理学）一词。美国植物学家萊因（Joseph Banks Rhine）在20世纪30年代因使用實驗室方法進行超心理學研究而聞名，由於他的推廣，超心理學一詞逐渐代替心灵研究（psychical research）一词在英語世界中普及。
美國科學促進會在1969年接納超心理學會為其下屬學會。英国愛丁堡大學在1985年設置了阿瑟·库斯勒超心理學教席（Koestler Chair of Parapsychology）。

## 现状
现在，超心理学研究在30多个国家开展。研究场地和实验室主要由私人机构和大学提供。在美国，超心理学的研究高峰出现在20世纪70年代，自那以后，大学的研究热情出现了下降；但是，私人研究机构依旧从捐款中获得资助。自20世纪80年代以来，美国的当代超心理学研究已经衰落许多了。早期的研究被认为是没有成果的，除此以外，超心理学研究者还面临着来自学术同行们的强烈反对。许多美国大学的超心理学实验室已经关闭，常常提到的理由是相关研究不被主流科学界所接受。例如，经过28年的研究，普林斯顿大学主要从事意念力研究的异常工程实验室（Princeton Engineering Anomalies Research Laboratory）在2007年关闭。美国当代超心理学研究的主体是一些受私人资助的研究机构。在世界范围内，截止2007年，超心理学研究在30多个国家继续进行着，一些大学仍然进行着超心理学的学术研究计划。这其中包括英国爱丁堡大学库斯勒心理学研究小组,北安普顿大学的异常超心理进程研究中心等。超心理学的专业研究机构有超心理学协会；心灵研究协会（出版有《心灵研究协会杂志》）；美国心灵研究协会（出版有《美国心灵研究协会杂志》，但在2004年停刊）；莱茵超心理学研究中心（出版有《超心理学杂志》）；超心理学基金会（在1959年至1968年和2000年至2001年出版有《国际超心理学杂志》）；澳大利亚超心理学研究协会（出版有《澳大利亚超心理学杂志》）。当代超心理学研究也扩大到了其他的心理学的分支学科。这些学科包括研究天才和人类的灵性方面的超个人心理学和研究超常信念与主观异常经验的异常心理学。

## 研究範圍
超心理学研究一些被称为超自然现象或超常现象的课题，包括但不限于：
- 濒死体验
- 出體經驗
- 靈魂
- 巫術－思維感測、通靈、心靈感應、招魂術等。
- 透視
- 心靈感應
- 輪迴轉世
- 前世回溯
- 通靈
- 预言
- 念寫

## 研究方法
超心理学研究者使用一些不同的方法进行研究。这些方法包括传统心理学经常使用的定性研究，但也包括定量研究。為了克服實證主義的局限，避免偏頗與盲點，台灣的本土心理學界有學者提出了「心靈現象之多面向研究法」（張蘭石，2016）。

## 以实验为基础的研究
1907年，美國麻薩諸賽州醫生鄧肯，曾邀請自願的肺結核病患擔任一項研究實驗。實驗方式是請瀕臨死亡的重症肺結核病患在秤磅上測量，藉以得知生前與死後重量的變化。有病患死後體重減少21公克，當時被認為是「靈魂的重量」。不過該實驗有諸多盲點，有人認為死後重量的增減，是因為死者體內氣體逸出引發的空氣對流所致。這個實驗並不能算是強而有力的證明，但卻是靈魂相關實驗中，具有物理量化精神的首例。

### 轮回说研究
弗吉尼亚大学精神病学家伊恩·斯蒂文森研究了许多声称记得前世的孩子的案例。在40年的时间里，他领导研究了超过2500个案例，并且根据研究成果，出版了12部著作，其中包括《轮回类型的欧洲案例》等书。斯蒂文森发现具有前世记忆的孩子的年龄一般介于三周岁到七周岁之间，然后相关记忆就会在很短的时间内消失。大约35%的研究对象有胎记或出生缺陷。斯蒂文森认为当这些胎记或缺陷和案例所报告的前世致死受伤处的位置相同时，这便是轮回转世存在的最佳证据。然而，斯蒂文森从未声称他已经证明了转世的存在。斯蒂文森在2002年退休，精神病学家吉姆·B·塔克继续着他的工作。对于斯蒂文森关于轮回转世的研究，塔克在《生命前的生命：儿童前世记忆的科学研究》一书中做了阐述。

## 瀕死經驗的科學實驗
隨著醫學的進步，有越來越多的心臟病患、意外受傷的病患，因急救而重新恢復生理現象。根據蓋洛普的調查，美國有大約百分之六的民眾有過瀕死經驗。其中約百分之七的人會有特殊經歷，如：看見強光、進入隧道、快速地回憶一生。具有宗教信仰的人，還可能見到上帝、天使、佛陀、阿拉等。也有人的瀕死經驗，是看到醫生護士搶救陷入昏迷的自己，甚至可以說出急救過程與對白。這些經驗，有人認為足以證明生理死亡後，靈魂繼續存在。然而，有部份神經學的科學家認為，大腦在經過意外、昏迷等情況時，會產生不正常放電，以致神經傳導有異常，過往的經驗與印象會隨之出現。也有人認為是聯覺所致，因急救過程中殘存的聽覺而誘發視覺。
2001年，英國科學家山姆利用天花板的物體（只有他自己知道物體是什麼），透過這方式，如果有昏迷病患可以在靈魂脫離身體後，看見天花板的物體，具體說出是什麼，就可以區分幻覺與真實的差異，其中有七位病患成功說出答案，但有人声称山姆從未提到有七人成功。

## 靈學
靈學，又稱「靈魂學」，是研究人類「生命本質」及「死後另類生命型態」以及「宗教生命永生」等等的學問，但，直到十九世紀末葉才產生一種研究學風；乃強調以「科學」方式，去研究、實驗，來證明死亡（生理死亡）後的生命是否存在的一種學問。有些人又稱之為「超自然」。十九世紀後，人類的科學文明日益進步，達爾文發表《物種原始》，說明人類是由原始生物，逐步演化到現代生物，生命起源於物種演化，來自物理宇宙的偶然。一神論、靈界、靈魂等許多傳統的宗教信仰所認為的生命真相，都面臨嚴重的挑戰。而一般對於死後世界的存在與解釋，又都是以宗教方式去說明與解釋。然而，宗教界對與身後世界的論述因缺乏「實證精神」，因而有淪為「迷信」之嫌。有鑑於此，1852年英國坎特伯里大主教愛德華·懷特·本森（Edward White Benson）在劍橋成立鬼魂研究社（Ghost Society），首先用科學方法研究靈學。而後劍橋大學亦成立了相關的靈學研究單位。目前英國仍是靈學領域的領導者，擁有久遠的歷史與豐富的研究內容。不過，由於身後世界的研究，目前仍以靈媒、通靈、靈魂出竅、瀕死經驗、前世回溯、催眠等方式做歸納與分析的實驗方式，缺乏物理上的實證，因此靈學仍不被主流科學所廣泛接納。甚至被稱為「偽科學」。
「靈學」、「靈魂論」、「靈魂學」為所有宗教的基石，所有宗教對於死後世界的主張，皆是肇建在「靈魂不滅」的基礎上，有些宗教主張「單純靈魂復活永生」，有些宗教則強調「靈魂須併合原有肉體始能復活永生」，但，「靈魂」仍是死後續存永生的基本要件；人類是先發現「靈魂現象」，然後形成「靈魂觀念」，再有「萬物有靈論」，再有「宗教靈魂論」，而畢達哥拉斯是首開「靈魂研究」先河者，繼之者有柏拉圖、亞里斯多德、11世紀之阿拉伯哲學家伊本·西那，13世紀之托马斯·阿奎那，但以上大哲之研究都未脫離宗教範疇，直至19世紀末期才有科學化的「靈魂研究」迄今，也因此，靈魂學又可分為「理論靈魂學」（以哲學及宗教思辨為主）及「實證靈魂學」（以科學實證為主）。